# Ignacio Sánchez Mejías
Ignacio Sánchez Mejías (Sevilla, 6 de junho de 1891 — Madrid, 13 de agosto de 1934) foi um matador de touros e escritor espanhol.
Além de toureiro, a personalidade multifacetada de Ignacio Sanchez abrange outros domínios, nas artes e no desporto; desde logo é conhecido como mecenas da Geração de 27, vanguarda cultural na Espanha do século XX, que teve o seu fim com a vitória do Franquismo. Enquanto toureiro foi um seguidor de Joselito «El Gallo». Era raçudo e toureava com risco mas por cima do oponente, buscando a máxima perfeição técnica. Foi cronista e dramaturgo, tendo publicado duas peças de teatro que o inserem no teatro psicanalítico. Foi ainda ator, desportista (de polo e automobilismo) e presidente do Bétis de Sevilha. 
A sua morte, fruto de uma colhida por um touro, seria relembrada por uma elegia célebre, escrita por Federico Garcia Lorca, sob o título Llanto por Ignacio Sánchez Mejías.  

## Biografia
De família burguesa, ao contrário do que era comum nos toureiros, que tinham uma origem social humilde, Ignacio Sánchez prescindiu do conforto familiar para se dedicar ao toureio. Assim, não seguiu a carreira de médico, que o pai almejava para si e rumou com o bandarilheiro gaditano «El Cuco» para a América Latina, onde permaneceu durante quatro anos. 
Cunhado de Joselito «El Gallo», casado com uma irmã de Ignacio, foi na quadrilha daquele grande matador, rival durante anos de Juan Belmonte, que Sánchez se formou como toureiro e seria do mesmo matador que viria a receber a alternativa, corria o ano de 1919, com Belmonte de testemunha.
Foi presidente do Bétis de Sevilha. 
Quando Sánchez Mejías morreu, como consequência de uma cornada na praça de Manzanares el Real, a sua figura foi exaltada por Miguel Hernández, Rafael Alberti (que inclusive fez o paseíllo com a restante quadrilha) e outros grandes poetas, nomeadamente García Lorca, cujo Pranto por Ignacio Sánchez Mejías é um dos melhores elogios escritos em língua espanhola, desde as Coplas a la muerte de su padre, de Jorge Manrique.

## Obras
- La Amargura del Triunfo, novela
- Sin Razón, peça de teatro, 1928
- Zayas, peça de teatro, 1928

## Elegias
Alberti publicou em 1934, o ano da morte de Ignacio, a longa elegia Verte y no verte.

Em 1935 os quatro poemas do Llanto por Ignacio Sánchez Mejías de Lorca constituem a mais bela, mais famosa elegia escrita em memória de um matador.